# シンガポール・ヌードル

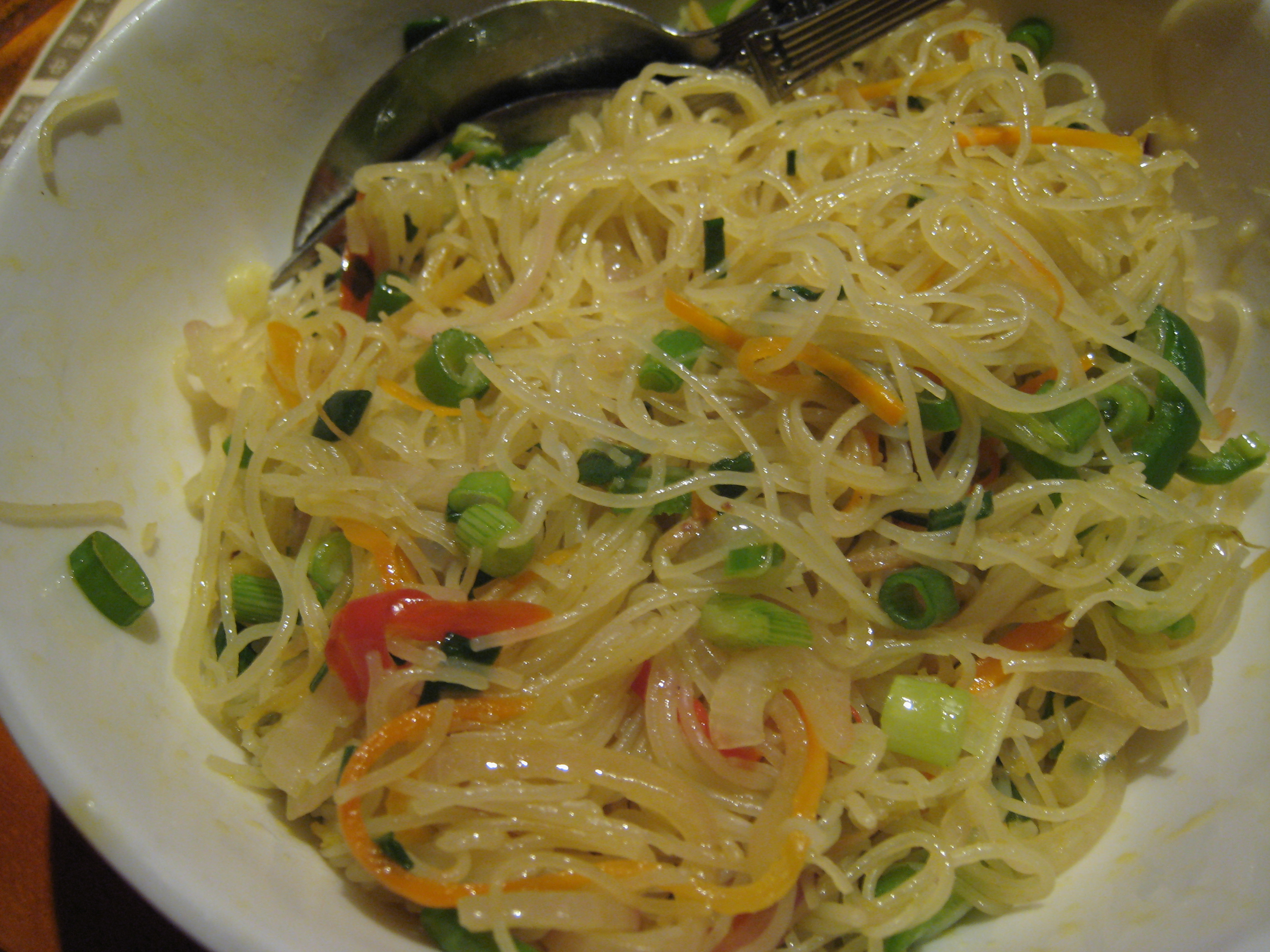
シンガポール・ヌードルの一例

シンガポール・ヌードル (Singapore noodle、星洲炒米) は、シンガポールとその周辺国で食べられているとされている麺料理。　実際には香港で考案されたものであり、シンガポール人は食べない。シンガポールを訪れた観光客のためにメニューに載せているレストランもある。　小麦または米の太麺に、もやし、青梗菜、チャーシュー、蟹肉などを入れて、醤油、胡椒、カレーパウダー、唐辛子などで味付けをする。肉を入れずにベジタリアン用の料理で出されたり、鶏肉、豚肉、チャーシュー、蟹肉などが入ることもよくある。